# Hybolabus brasiliensis
Hybolabus brasiliensis es una especie de coleóptero de la familia Attelabidae.

## Distribución geográfica
Habita en Brasil.